# Tropidozineus pauper
Tropidozineus pauper là một loài bọ cánh cứng trong họ Cerambycidae.